# Războiul Franco-Turc
Războiul franco-turc ori Războiul din Cilicia (în limbile franceză: La campagne de Cilicie, turcă: Güney Cephesi (Frontul de Sud)) a fost un conflict armat dintre Forțele coloniale franceze, alături de care lupta și Legiunea franco-armeană, și Forțele naționaliste turce de sub comanda Marii Adunări Naționale a Turciei. Conflictul a fost una dintre urmările încheierii Primului Război Mondial. Franța își creionase interesele în regiune prin semnarea Acordului Sykes-Picot și a acordului franco-armean din 1916. Cel din urmă acord a permis înființarea forțelor armene din cadrul armatei franceze. La sfârșitul anului 1921, Franța avea în schimb relații mai bune cu naționaliștii turci și a încetat să mai fie solidară cu puterile Antantei, semnând Tratatul de la Ankara.

## Contextul istoric
Interesul inițial al Franței față de regiunea Çukurova, deși manifestat încă din timpul campaniei lui Napoleon din 1798 – 1800 din Egipt și Siria, a devenit mai concentrată după achiziția de către oamenii de afaceri francezi în contul datoriei externe a imperiului a fermei Mercimek (Mercimek Çiftliği) a sultanului Abdülhamid al II-lea (1.100 km2), care acoperea cu aproximație terenul de la porturile Yumurtalık și Karataș până în apropierea orașelor Kozan și İmamoğlu.

### Acorduri

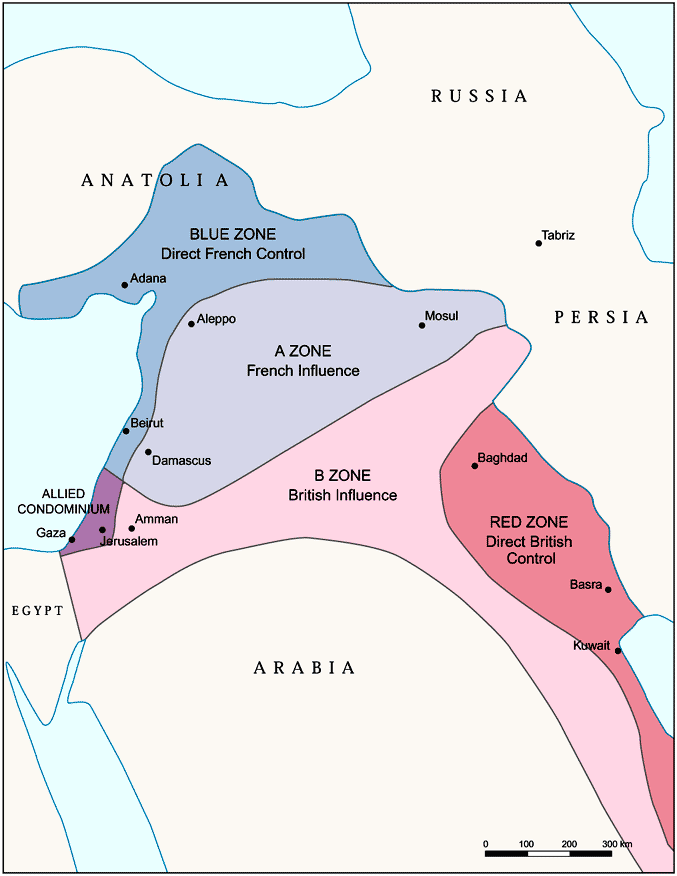
Acordul Sykes-Picot

Armata franceză s-a mutat în regiune după semnarea armistițiului de la Mudros, în conformitate cu prevederile acordului secret Sykes-Picot. Acordul Sykes-Picot prevedea că, în afară de Siria, francezii aveau să ocupe sudul Anatoliei, unde se aflau câmpiile fertile din Çukurova (Cilicia), porturile Mersin și İskenderun (Alexandretta) și minele de cupru din Ergani. Pe de altă parte, britanicii erau interesați de câmpurile petrolifere otomane din vilayetul Mosul. Acordul secret prevedea că britanicii vor stăpâni orașele Antep, Maraș și Urfa până când francezii aveau să preia regiunile anatoliene alocate lor prin înțelegere. 
Acordul franco-armean semnat pe 27 octombrie 1916 prevedea ajutorul Aliaților acordat mișcării de eliberare națională a armenilor. Ministrul de externe francez Aristide Briand s-a folosit de acest prilej pentru recrutarea de noi soldați pentru atingerea obiectivelor Parisului. Legiunea franco-armeană urma să fie organizată și pusă sub comanda generalului Edmund Allenby. Armenii au luptat în Palestina, Siria (și în Cilicia, după armistițiul de la Mudros). Atunci când au fost de acord cu organizarea Legiunii sub comanda franceză, armenii urmărit să li se permită participarea la împărțirea Imperiului Otoman. 

## Ocupația franceză a teritoriilor otomane

### Debarcările de la Marea Neagră
După semnarea Armistițiului de la Mudros, primul lucru pe care l-a întreprins francezii a fost să ocupe minele de cărbune otomane la care investitorii de la Paris aveau acțiuni importante. Armata franceză a urmărit atât să asigure securitatea investițiilor, cât și asigurarea proviziilor necesare militarilor. De asemenea, o asemenea acțiune urma să împiedice distribuirea de cărbune în Anatolia în sprijinul activităților insurgente. 
Pe 18 martie 1919, două vase militare franceze au debarcat trupe în porturile Zonguldak și Karadeniz Ereğli de la Marea Neagră, trupe care au avut ca obiectiv ocuparea minelor de cărbune din regiune. Trupele franceze s-au retras din cele două orașe în iunie 1920. Timp de un an de zile, ele au fost obligate să facă față rezistenței populație turce din regiune. 

### Operațiunile din Constantinopol și Tracia
Principalele operațiuni în Tracia au vizat sprijinirea obiectivelor strategice aliate. O brigadă franceză a intrat în Constantinopol pe 12 noiembrie 1918. Pe 8 februarie 1919, generalul francez Franchet d'Esperey, comandantul șef al trupelor de ocupație din Imperiul Otoman, a sosit în oraș. El avea să coordoneze activitățile guvernului otoman în timpul ocupației. 
Orașul Bursa, fosta capitală otomană, oraș de mare importanță în nord-vestul Anatoliei, a fost ocupat de asemenea de trupele franceze pentru o scurtă perioadă, până la marea ofensivă a armatei elene din 1920, după care a fost ocupat de greci. 

### Campania din Cilicia
Prima debarcare a francezilor a avut loc pe 17 noiembrie 1918 la Mersin, la care au participat aproximativ 15.000 de voluntari care făceau parte în cea mai mare parte din Legiunea armeană, comandați de 150 de ofițeri francezi. Principalul lor obiectiv a fost ocuparea porturilor și desființarea administrației otomane. Pe 19 noiembrie, a fost ocupat orașul Tarsos. Această acțiune era destinată asigurării securității regiunii și pregătirii stabilirii Cartierului general al forțelor de ocupație la Adana.
După ocuparea Ciliciei la sfârșitul anului 1918, trupele franceze au ocupat la sfârșitul anului 1919 și provinciile Antep, Maraș și Urfa in sudul Anatoliei, al cărui control l-au preluat de la britanici, așa cum se stabilise mai demult. 
În estul extrem al regiunii, francezii au ocupat pentru o singură zi (21 noiembrie 1919) și orașul Mardin, după care l-au abandonat. 
Francezii au desemnat doi guvernatori ai Ciliciei (în limba turcă: Çukurova) ocupate: Édouard Brémond (1 ianuarie 1919 – 4 septembrie 1920) și Julien Dufieux (septembrie 1920 – 23 decembrie 1921).
În regiunile pe care le-au ocupat, francezii s-au confruntat cu rezistența activă a populației turce din primul moment al sosirii lor, în special datorită faptului că au fost asociați cu obiectivele armenilor. 
Francezii au fost interesați în primul rând să-și întărească prezența în Siria. Datorită presiunii naționaliștilor turci, Cilicia a fost abandonată cu relativă ușurință. Controlul asupra Munților Taurus era un obiectiv stategic pentru Mustafa Kemal Atatürk. Soldații francezi nu erau familiarizați cu regiunile absolut diferite de cele din care proveneau și foloseau intensiv milițiile armene pentru obținerea informațiilor necesare. Naționaliștii turci au cooperat cu triburile arabe în regiunile în care acționau francezii. Prin comparație cu amenințarea elenă, francezii îi păreau mai puțin primejdioși lui Mustafa Kemal. El a apreciat că, dacă grecii aveau să fie înfrânți, francezii nu aveau cum să reziste. 
Rezistența populară a turcilor a fost o mare surpriză pentru francezi. Francezii au dat vina pe britanici pentru că nu au zdrobit milițiile populare din regiunea pe care au controlat-o până la sosirea trupelor Parisului. Mișcarea concepută de planificatorii militari francezi prin care trupele armenilor au fost mutate pe frontul de sud s-a dovedit o eroare și un eroare de proporții, neîmpiedicând în niciun fel înfrângerea forțelor greco-britanice de pe frontul de vest. 
Pe 1 noiembrie 1919, la două zile după ocuparea de către francezi a localității Maraș, a izbucnit așa-numitul „incident Sütçü İmam”, în timpul căruia au fost uciși soldați din Legiunea armeană și localnici turci, incident care a declanșat lupta împotriva ocupanților, care s-a transformat într-un război urban în adevăratul înțeles al cuvântului. După 22 de zile de luptă, pe 11 februarie 1920, francezii au fost obligați să evacueze orașul Maraș. Miliția turcă din Maraș a continuat luptă, reușind să elibereze câteva alte centre urbane ale regiunii, forțându-i pe francezi și aliații lor armeni să evacueze orașele unul după altul.

### Încetarea luptelor – Tratatul de pace al Ciliciei și tratatul de la Ankara
Pe 9 martie 1921 a fost semnat Tratatul de pace al Ciliciei , între Franța și Mișcarea națională turcă. Acest tratat de pace nu a fost decât o fază intermediară, ostilitățile încetând practic numai după semnarea Tratatului de la Ankara de pe 20 octombrie 1921. Acest tratat a fost urmat de Armistițiul de la Mudanya (11 octombrie 1922), prin care s-a pus capăt luptelor dintre Mișcarea națională turcă și forțele armate ale Franței, Regatului Unit și Italiei. Trei zile mai târziu, și Grecia avea să semneze acest armistițiu .

## Retragerea și schimburile de populație
Trupele franceze s-au retras din zonele ocupate în Anatolia în primele zile ale anului 1922, la aproape zece luni înaintea semnării Armistițiului de la Mudanya. Începând cu 2 ianuarie, trupele franceze au evacuat Mersin și Dörtyol. Pe 5 ianuarie au fost evacuate Adana, Ceyhan și Tarsos. Evacuarea trupelor franceze s-a încheiat pe 7 ianuarie, când ultimele trupe au evacuat Osmaniye.
În primele faze ale conflictului din 1919, trupele franco-elene au traversat râul Marița și au ocupat orașul Uzunköprü din răsăritul Traciei ca și calea ferată până la stația Hadımköy de lângă Çatalca, din suburbiile İstanbulului. Pe 22 septembrie 1922, la sfârșitul războiului greco-turc, în timpul retragerii forțelor elene, francezii și-au abandonat pozițiile de lângă Dardanele, dar forțele britanice s-au arătat dispuse să-și apere pozițiile din zonă. Guvernul britanic a emis o cerere de ajutor militar din partea coloniilor sale. Răspunsul coloniilor a fost negativ, iar plecare grăbită a francezilor a demonstrat că Aliații nu sunt dispuși să mai sprijine lupta grecilor. Trupele franceze și elene s-au retras pe malul apusean al râului Marița. 

## Urmări
Franța a avut relații mai bune cu naționaliștii turci în timpul Războiului de Independență al Turciei, în special după ce au refuzat să mai fie solidari cu trupele Antantei și au semnat o pace separată. Tratatul de la Ankara (cunoscut și ca „Acordul Franklin-Bouillon”) nu a rezolvat problema izolării sanjakului Alexandretta. Relațiile franco-turce s-au menținut la un nivel mulțumitor, cel puțin până la rezolvarea problemei sanjakului Alexandretta, pe principilul apărării integrității teritoriale și independenței naționale. Politica franceză de spijinire a independenței Turciei a suferit o lovitură în timpul Conferinței de la Lausanne din cauza problemei abolirii Capitulațiilor Imperiului Otoman. Obiecțiunile Franței în timpul discuțiilor despre abolirea capitulațiilor au fost în contradicție cu obiectivele turcilor, care priveau independența și suveranitatea țării. Mai mult, faptul că sanjakul Alexandretta, pe care turcii doreau să-l includă în granițele noului stat național, a rămas sub controlul francezilor, a contribuit la creșterea tensiunilor între cele două tabere. 
Interesele financiare ale francezilor, care priveau datoriile otomane, au fost satisfăcute de tânăra Republică Turcă odată cu semnarea Tratatului de la Lausanne. 